# WHA All-Star Game
Das World Hockey Association All-Star Game war ein Freundschaftsspiel in der US-amerikanischen Eishockeyliga World Hockey Association (WHA), das zwischen 1973 und 1979 in verschiedenen Konstellationen jeweils im Januar während der laufenden Spielzeit ausgetragen wurde.

## Geschichte
Wie in allen großen Ligen veranstaltete auch die WHA jährlich ein All-Star Spiel. Man orientierte sich am großen Konkurrenten, der National Hockey League und ließ in den ersten Jahren ein Team der Eastern Division gegen das der Western Division antreten. Beim ersten All-Star Spiel der WHA kamen 5.435 Zuschauer. In den späteren Jahren hatte man einen besseren Zuspruch. Auch im dritten Jahr der WHA, nachdem man die Liga in drei Divisions aufgeteilt hatte, spielte der Osten gegen den Westen. Die Teams der Canadian Division wurden aufgeteilt. Ein Jahr später spielten dann die Stars aus den in Kanada ansässigen Teams gegen die der US-amerikanischen Mannschaften. Man kehrte ein Jahr später zum Format Ost gegen West zurück.
1978 gab es nur noch eine Division. Man besann sich auf die frühen Jahre der NHL, als die All-Stars gegen den Stanley-Cup-Gewinner antraten. In der WHA spielten die All-Stars gegen den Gewinner der Avco World Trophy die Nordiques de Québec. Die letzte Auflage wurde zwischen den WHA All-Stars und Dynamo Moskau in drei Spielen ausgetragen. Trotz schrecklicher Schneestürme schafften es die Stars nach Edmonton, um an den Spielen teilzunehmen.

## Ergebnisse
| Datum                                        | Austragung | Sieger              | Verlierer        | Ergebnis | All-Star Game MVP                    | Stadion               | Zuschauer           |
| 6. Januar 1973                               | I          | Eastern Division    | Western Division | 6:2      | Wayne Carleton                       | Colisée de Québec     | 5.435               |
| 3. Januar 1974                               | II         | Eastern Division    | Western Division | 8:4      | Mike Walton                          | St. Paul Civic Center | 13.196              |
| 21. Januar 1975                              | III        | Western Teams       | Eastern Teams    | 6:4      | Réjean Houle                         | Edmonton Coliseum     | 15.326              |
| 13. Januar 1976                              | IV         | Canadian Teams      | American Teams   | 6:1      | Réal Cloutier Paul Shmyr             | Richfield Coliseum    | 15.491              |
| 18. Januar 1977                              | V          | Eastern Division    | Western Division | 4:2      | Jean-Louis Levasseur Willy Lindström | Hartford Civic Center | 10.337              |
| 17. Januar 1978                              | VI         | Nordiques de Québec | WHA All-Stars    | 5:4      | Marc Tardif Mark Howe                | Colisee de Quebec     | 6.413               |
| 2. Januar 1979 4. Januar 1979 5. Januar 1979 | VII        | WHA All-Stars       | Dynamo Moskau    | 4:2 4:3  | –                                    | Edmonton Coliseum     | 8.038 11.220 15.590 |